# Kostel svaté Kláry (Cheb)
Kostel svaté Kláry postavil pro klarisky v Chebu architekt Kryštof Dientzenhofer mezi léty 1708–1711. Je považován za součást České radikálně barokní skupiny. Kostel slouží jako výstavní prostor Galerie výtvarného umění v Chebu. Společně s objektem kláštera klarisek je chráněn jako kulturní památka.

## Exteriér
Autor projektu respektoval městskou situaci a proto umístil hlavní vchod do kostela do boční zdi. Fasáda je zbavena všech nadbytečných dekorací a dává vyniknout především tektonickým článkům stavby, čímž architektura tohoto kostela odkazuje na tradiční odkaz dobrovolné chudoby řádu klarisek. Výrazným prvkem je zde štít.

## Interiér

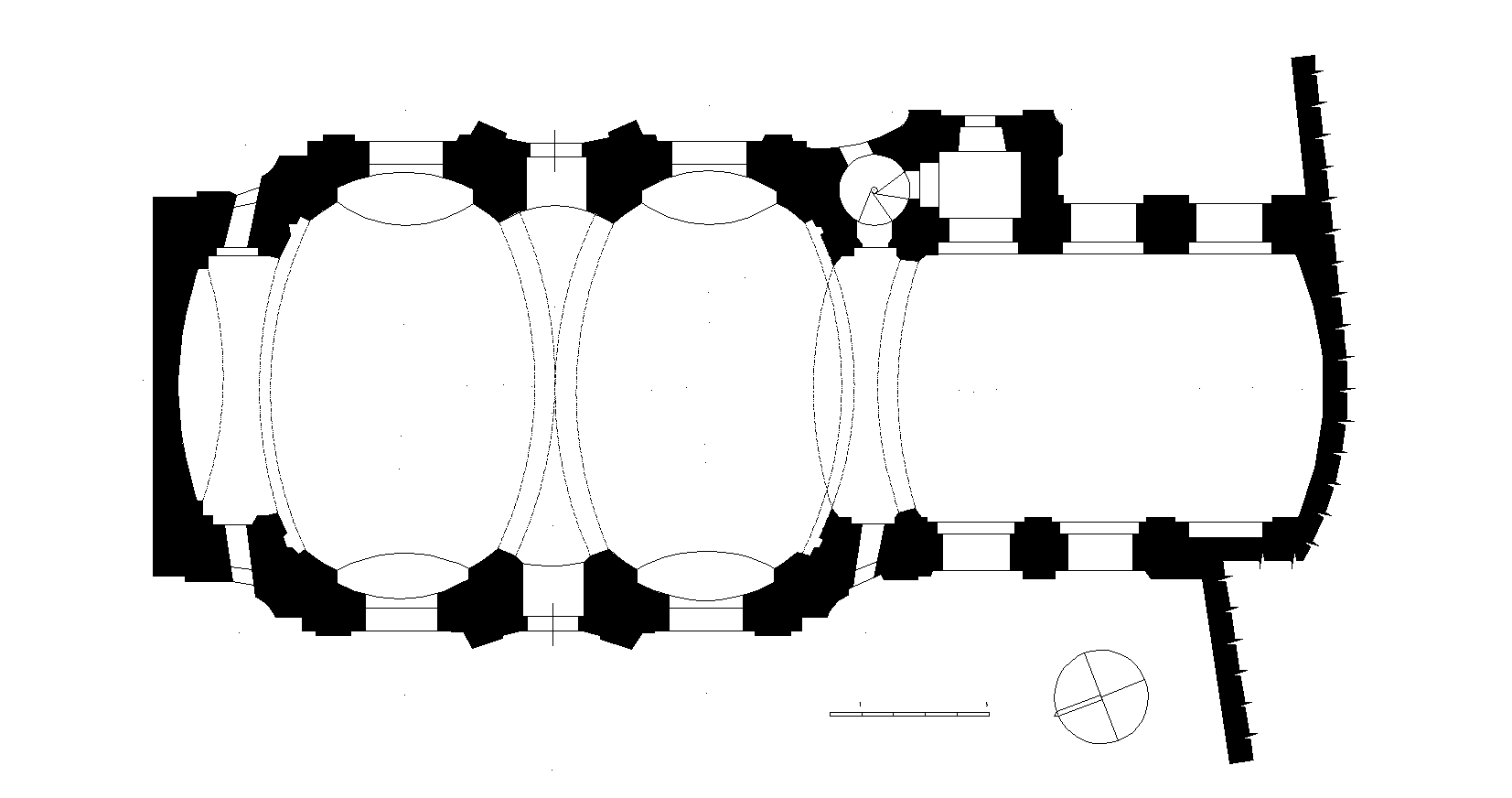
Půdorys kostela svaté Kláry v Chebu

Základ složitého půdorysu tvoří dvojice oválů natočených příčně k hlavní ose. Mezi nimi vzniklá průmětem třetího, středového oválu sedlo. Tento třetí ovál je pouze naznačen nakoso vytočenými pilíři. Klenbu tvoří dvojice kupolí. Chór kostela je vyvýšen, neboť sestry klarisky sedávaly během bohoslužeb v patře.

## Autorství
Ačkoli se jméno architekta v pramenech nedochovalo, dle stylové analýzy lze autorství přiřknout Kryštofu Dientzenhoferovi. Konkávní prohnutí průčelí je shodně tvarované i v projektu pražské Lorety. Pro tuto tezi hovoří také skutečnost, že Kryštof Dientzenhofer v Chebu často pobýval.